# XENON -夢幻の肢体-
『XENON -夢幻の肢体-』（ゼノン むげんのしたい）は、シーズウェアから発売された18禁アドベンチャーゲーム。
マルチエンド方式のアドベンチャーゲームである本作には、「DREAM_〇」とナンバリングされた7種類のエンディングがあり、初回プレイ時は「DREAM_1」に固定されている。その後、2周目からは「DREAM_2」と「DREAM_3」ならびに、「DREAM_3」の分岐ルートである「DREAM_4」から「DREAM_6」までが解放される。
「DREAM_2」と「DREAM_3」は時代の異なる2人の主人公による物語であり、『DESIRE』同様これら2つのストーリーは相互干渉の関係にある。また、「DREAM_1」から「DREAM_3」のエンディングを迎えると、隠しルートである「DREAM_∞」が解放される。「DREAM_∞」は、「肉奴隷　トレーシーの憂鬱」というサブタイトルの通り、本編の登場人物であるトレーシーを主人公としたエロティックな短編シナリオである。
なお、これらのストーリーに登場する人物は共通するが、ルートによっては性格や役割が大きく異なる。

## あらすじ
宏治は3か月間の契約で、医療センターで精神分析のサンプル提供のアルバイトをしていた。だが、最近は悪夢にうなされるようになったうえ、記憶が不明瞭になっていくことに悩んでいた。

## 登場人物
宏治
本作の主人公。
トレイシー
落ち着いた性格をした女性。
ビアンカ
ファル
人間の感情を色として見ることができる能力を持った少女。ファルは愛称であり、本名はファルネリアである。
ランファ
恵
宏治の恋人で、彼にアルバイトを勧めた人物。
沙夜香
涼子
女医
舞

## 開発
シナリオライターである菅野ひろゆきと親交のあった音楽家・高見龍がゲーム専門のニュースサイト・AUTOMATONとのインタビューで語ったところによると、菅野は『DESIRE』の時点でマルチサイトシステムの構想があったものの、同作品のマコト編をお色気重視のストーリーに改変させられたことを悔しく思っており、『かまいたちの夜』のようなマルチエンド方式にしてそのうちの一つをエロくすればよいのではないかという考えから本作を制作したとされている。
高見は前述のインタビューの中で「選択肢によってエンディングが大きく変わる点においては『弟切草』に近いが、システムの作り方は『かまいたちの夜』に近く、同作における『ピンクのしおり』をやりたかったのではないか」としており、不可解な現象を哲学的に考える点において『ソラリスの陽のもとに』といったロシアのSFのような作風であると述べている。

## 音楽
本作の音楽は梅本竜がYM2203という音源チップを用いて制作した。短い開発期間の中、梅本は「映画のサウンドトラックとゲーム音楽の融合」というコンセプトのもとで制作した。
2008年には、EGG MUSIC RECORDSから2枚組アルバム「梅本竜RARE TRACKS Vol.3 『XENON “THE ORIGIN”』」が発売された。このうち、Disc AにはYM2203の音源を用いた楽曲が、Disc BにはYM3438の音源を用いた楽曲とボーナストラックがそれぞれ収録されている。